# Березнеговато-Снигирёвская наступательная операция
Березнеговато-Снигирёвская наступательная операция — наступательная операция войск 3-го Украинского фронта против вермахта во время Великой Отечественной войны, проведённая с 6 по 18 марта 1944 года с целью разгрома противника в междуречье Ингульца и Южного Буга. Часть Днепровско-Карпатской стратегической наступательной операции.

## Военно-оперативная ситуация
Зимнее наступление Красной армии, предпринятое на рубеже 1943—1944 годов, привело к крупному поражению немецких войск. 29 февраля 3-й и 4-й Украинские фронты завершили разгром никопольско-криворожской группировки противника в ходе которой немецкие войска были отброшены за реку Ингулец. Немецкое командование предполагало, что начавшаяся весенняя распутица замедлит продвижение советских войск и рассчитывало использовать выигранное время для создания прочной обороны. И. А. Плиев вспоминал:

Днём 2 марта резко потеплело, начался бурный весенний паводок. Дороги основательно развезло — ни проехать, ни пройти. Чтобы как-то повысить их проходимость, инженерные части углубляли кюветы, делали грязеотводы. Специально оборудованные тракторы сгребали с дороги жидкую грязь в открытые ямы и рвы. Для этой работы на наиболее трудные места направлялись подразделения сапёров. Туда возили битый кирпич, шлак, песок, хворост — все, что попадало под руку. Работали днём и ночью. Но когда дивизия двинулась к реке Ингулец, стало ясно, что прежде чем прорывать линию обороны противника, надо пробиться к ней через пространство глубокой вязкой грязи.

Советское командование стремилось сорвать планы противника и решило без паузы продолжить активные действия. Одновременно с началом весны три Украинских фронта возобновили наступление на Правобережной Украине. 4 марта 1-й Украинский фронт начал Проскуровско-Черновицкую наступательную операцию, 5 марта 2-й Украинский фронт — Уманско-Ботошанскую наступательную операцию, 6 марта должен был начать действовать 3-й Украинский фронт.
Березнеговато-Снигиревская операция являлась составной частью второго этапа освобождения Правобережной Украины и проводилась с целью разгрома николаевской группировки противника.

## План операции

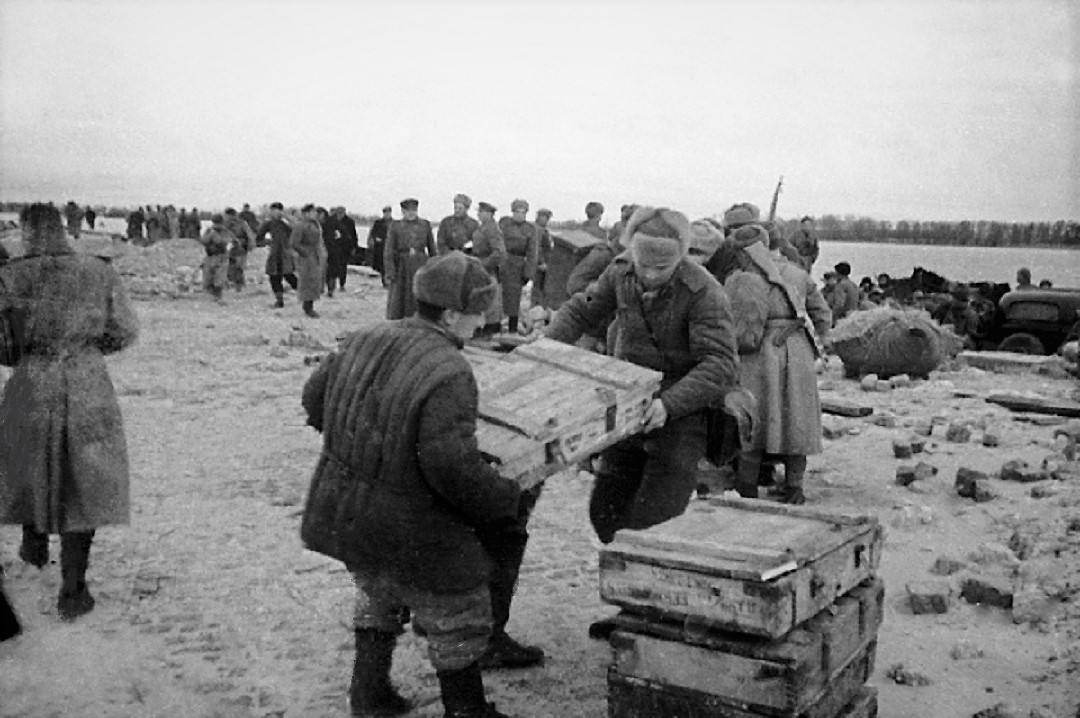
Березнеговато-Снигирёвская операция. Войска 3-го Украинского фронта готовятся к переправе

По замыслу командующего фронтом генерала армии Р. Я. Малиновского главный удар в направлении города Новый Буг должны были наносить 8-я гвардейская и 46-я армии. После прорыва обороны противника войсками 8-й гвардейской армии развитие наступления должна была обеспечить конно-механизированная группа (КМГ) генерал-лейтенанта Плиева И. А. Перед группой ставилась задача на второй день операции овладеть городом Новый Буг, на шестой день выйти на рубеж Заселье — Бурхановка — Снигирёвка, отрезав тем самым пути отхода противнику. Для развития успеха в полосе 46-й армии предназначался 23-й танковый корпус. Остальные армии фронта должны были наносить вспомогательные удары.

## Состав и силы сторон

### РККА
Задачу по разгрому николаевской группировки войск противника Ставка Верховного Главнокомандования (ВГК) директивой от 28 февраля 1944 г. возложила на 3-й Украинский фронт (командующий — генерал армии Р. Я. Малиновский). Фронту приказывалось форсировать реку Ингулец и наступлением на николаевском направлении очистить от противника южную часть Украины между реками Ингулец и Южный Буг. К началу операции 3-й Украинский фронт был значительно усилен. Он включал 57-ю, 37-ю, 46-ю, 8-ю гвардейские, 6-ю, 5-ю ударную, 28-ю общевойсковые, 17-ю воздушную армии, 23-й танковый, 2-й и 4-й гвардейские механизированные и 4-й гвардейский кавалерийский корпуса (всего 57 стрелковых и 3 кавалерийские дивизии). Фронт насчитывал 500 тыс. человек, 7184 орудия и миномета, 573 танка и самоходных артиллерийских установки (САУ), 593 самолёта и превосходил противника по артиллерии более чем в 2 и по танкам в 1,6 раза. По людям и самолетам силы сторон были примерно равные.
3-й Украинский фронт (командующий генерал армии Р. Я. Малиновский, начальник штаба генерал-лейтенант Корженевич Ф. К.) в составе:
- 57-я армия (генерал-лейтенант Гаген Н. А.)
- 37-я армия (генерал-лейтенант Шарохин М. Н.)
- 46-я армия (генерал-лейтенант Глаголев В. В.)
- 8-я гвардейская армия (генерал-полковник Чуйков В. И.)
- 6-я армия (генерал-лейтенант Шлёмин И. Т.)
- 5-я ударная армия (генерал-полковник Цветаев В. Д.)
- 28-я армия (генерал-лейтенант Гречкин А. А.)
- Конно-механизированная группа (генерал-лейтенант Плиев И. А.)
- 23-й танковый корпус (генерал-лейтенант танковых войск Пушкин Е. Г. с 12 марта генерал-майор Ахманов А. О.)
- 17-я воздушная армия (генерал-лейтенант авиации Судец В. А.)

Всего: 60 дивизий, 7184 орудий и миномётов, 573 танков и САУ, 593 самолётов

### Вермахт
К началу марта 1944 г. на березнеговато-снигиревском направлении действовали немецкая 6-я и румынская 3-я армии группы армий «А» (генерал-фельдмаршал Э. Клейст) в составе 33 дивизий, в том числе четырех танковых и одной моторизованной. Группировка противника насчитывала до 500 тыс. человек, 3386 орудий и миномётов, 359 танков и штурмовых орудий, около 600 самолётов. Немецкое командование принимало экстренные меры по усилению обороны на разлившейся р. Ингулец с тем, чтобы остановить продвижение советских войск и удержать за собой оставшиеся районы Украины. Командование группы армий «А» и 6-й армии рассчитывало упорной обороной на р. Ингулец, Архангельское, Дудчино задержать наступление советских войск, а подвижными резервами (3-й и 24-й танковыми дивизиями) парировать возможные прорывы на том или ином участке фронта. Оборона была одноэшелонной, занималась и оборонялась только первая полоса из одной позиции, которая была оборудована одной-двумя, а на отдельных направлениях тремя траншеями. Наиболее плотная группировка войск противника создавалась перед армиями центра 3-го Украинского фронта, особенно напротив захваченных 46-й и 8-й гвардейскими армиями плацдармов.
Часть сил группы армий «А» (командующий генерал-фельдмаршал Э. Клейст).
- 6-я полевая армия (генерал-полковник К. Холлидт) в составе:
  - 57-й танковый корпус
  - 17-й армейский корпус
  - 29-й армейский корпус
  - 4-й армейский корпус
  - 44-й армейский корпус
  - 30-й армейский корпус
- 3-я румынская армия (армейский генерал П. Думитреску)
- 4-й воздушный флот (генерал-полковник Отто Десслох)

Всего: 33 дивизии, 3386 орудий и миномётов, 359 танков и штурмовых орудий, около 600 самолётов
В случае прорыва первой полосы обороны планировалось сдерживать наступление советских войск на промежуточных рубежах (Ингуло-Каменка, Шевченково, Казанка, Владимировка, Березнеговатое, Снигиревка, река Ингулец и рубеж реки Ингул) и только в крайнем случае отходить на рубеж реки Южный Буг.

## Планирование операции
В соответствии с полученной задачей командующий войсками фронта решил нанести главный удар силами 46-й (генерал-лейтенант В. В. Глаголев) и 8-й гвардейской (генерал-полковник В. И. Чуйков) армий с плацдармов на правом берегу реки Ингулец в общем направлении на Новый Буг, а затем развивать наступление по тылам противника, действовавшего восточнее Николаева. В полосе 46-й армии планировался ввод в прорыв 23-го танкового корпуса, а в полосе 8-й гвардейской армии — конно-механизированной группы генерал-лейтенанта И. А. Плиева в составе 4-го гвардейского механизированного, 4-го гвардейского кавалерийского корпусов и 5-й отдельной мотострелковой бригады. На эту группу возлагались особые надежды командования. Она должна была с выходом в район Нового Буга сосредоточить усилия в южном направлении и нанести удар по тылам вражеских войск, находившихся к востоку от Николаева. Таким образом, решение командующего отличалось стремлением окружить противника, используя возможности подвижных войск. В то же время нанесение ударов с плацдармов могло ожидаться противником, поэтому командование фронта пошло на решительное массирование сил и средств на этих направлениях. Так, 8-я гвардейская армия была построена в два эшелона. Боевые порядки ее стрелковых корпусов и дивизий строились также в два эшелона. В результате превосходство над противником удалось увеличить по пехоте до 4 и по артиллерии до 10 раз, а тактические плотности здесь составляли один батальон, 2,5 танка и САУ и 63 орудия и миномёта на 1 км фронта.
57-я (генерал-лейтенант Н. А. Гаген), 37-я (генерал-лейтенант М. Н. Шарохин), 6-я (генерал-лейтенант И. Т. Шлемин), 5-я ударная (генерал-полковник В. Д. Цветаев) и 28-я (генерал-лейтенант А. А. Гречкин) армии должны были наносить вспомогательные дробящие удары и сковать действия противника в своих полосах наступления. Основные силы авиации 17-й воздушной армии (генерал-лейтенант авиации В. А. Судец) привлекались для поддержки наступления 46-й, 8-й гвардейских армий и конно-механизированной группы.
Главное содержание короткого подготовительного периода заключалось в расширении и занятии войсками ударных группировок плацдармов, пополнении войск людьми, боеприпасами, продовольствием, горючим и смазочными материалами. Подвоз средств осложнялся отрывом войск от станций снабжения, разрушением железных дорог и мостов на них, исключительным бездорожьем на грунтовых путях подвоза. Инженерные войска фронта строили и восстанавливали мосты и дороги, оборудовали переправы, разминировали местность. К началу операции удалось подвезти минимально необходимое для начала операции количество материальных средств. К исходу 5 марта подготовка наступления, в основном, была завершена.

## Ход боевых действий
Наступление главных сил 3-го Украинского фронта должно было начаться ранним утром 6 марта с артиллерийской подготовки. Однако из-за установившегося в районе наступления густого тумана, который исключал ведение прицельного артиллерийского огня, артподготовка была перенесена до момента улучшения погоды. Только в начале двенадцатого советские орудия открыли огонь по немецкой обороне, а пехота поднялась в атаку. В тот же день перешли в наступление армии на правом и левом крыльях фронта. При этом учитывалось, что соседние 1-й и 2-й Украинские фронты также осуществляли наступление. Благодаря скрытному сосредоточению войск и одновременным атакам на широком фронте немецкое командование было введено в заблуждение относительно направления главного удара, и была достигнута внезапность его нанесения. Учитывая упорное сопротивление противника, командующий фронтом приказал КМГ И. А. Плиева оказать помощь частям 8-й гвардейской армии в прорыве немецкой обороны. В тот же день оборона 6-й полевой армии была атакована и на других участках, что не позволило немецкому командованию маневрировать силами для отражения советского наступления. Бои разгорелись по всему фронту.
От стремительности действий конно-механизированной группы во многом зависел успех всей операции. Однако ещё в процессе сосредоточения, при преодолении реки Ингулец, войска столкнулись с большими трудностями, грозившими сорвать все планы. Начавшийся весенний ледоход постоянно угрожал снести переправы, наведённые для кавалерии и танков. Только титанические усилия инженерных войск обеспечили необходимый темп операции. Чтобы не допустить разрушения переправ сапёры взрывами дробили наиболее крупные льдины и баграми проталкивали осколки под мост.
В 22 часа первого дня операции КМГ генерала Плиева была введена в бой. Её действия оказались для противника неожиданностью и в ближайшие часы ей удалось прорваться на оперативный простор. Наступая днём и ночью в условиях бездорожья и ведя непрерывные бои с разрозненными немецкими частями, КМГ ранним утром 8 марта вышла к Новому Бугу и после скоротечного боя освободила его. Немецкий фронт оказался рассечён. После овладения городом войска группы повернули на юг и двинулись к Баштанке, охватывая с северо-запада главные силы 6-й немецкой армии. Части 9-й гвардейской кавалерийской дивизии генерал-майора И. В. Тутаринова с востока, 4-го гвардейского механизированного корпуса с северо-востока и 30-й кавалерийской дивизии генерал-майора В. С. Головского с юга и юго-запада ворвались на окраины города. Железная дорога Долинская — Николаев, имевшая важное значение для противника, была перерезана, а фронт обороны его 6-й армии расчленен. Создались условия для охвата вражеской группировки, действовавшей в районе Березнеговатое, Снигиревка, Баштанка. В целях отсечения путей отхода противника на запад конно-механизированная группа, по решению командующего войсками фронта, оставив в районе Нового Буга 5-ю отдельную мотострелковую бригаду, главными силами нанесла удар на Баштанку и далее на юг. Продвигаясь с темпом более 20 км в сутки, она 10 марта овладела Баштанкой, а к 12 марта передовыми частями вышла к реке Ингулец южнее Снигиревки, перерезав пути отхода немецкой 6-й армии на запад.
На других участках фронта войска 5-й ударной, 6-й и 28-й армий продолжали прорывать оборону противника. К 11 марта танкисты и кавалерия И. А. Плиева вышли к Бармашово. Почувствовав угрозу окружения, немецкое командование приняло решение об отводе своих войск за реку Южный Буг. Сил для продолжения наступления и одновременного прочного блокирования окружаемой немецкой группировки не хватало. Поэтому 11 марта с целью усиления КМГ её командующему был подчинён 23-й танковый корпус. Однако вследствие изменения обстановки танкистам пришлось вступить в бой на другом участке фронта и он не смог оказать помощь в окружении 6-й армии. К тому же вечером 11 марта во время налёта немецкой авиации погиб командир корпуса Ефим Григорьевич Пушкин. На следующий день передовые части КМГ вышли к Снигирёвке, перерезав пути отхода войскам генерала К. Холлидта. В окружении оказались 13 немецких дивизий.
Тем не менее имевшихся средств было недостаточно для формирования прочного внутреннего фронта окружения, поскольку основные силы 8-й гвардейской армии вели тяжёлые бои с двумя немецкими корпусами у Владимировки — Баштанки. Здесь же сражался 23-й танковый корпус. В сложившейся обстановке немецкое командование приняло решение о прорыве окружённых под Березнеговатым войск на запад. В последующих боях значительной части вражеской группировки удалось прорваться через боевые порядки конно-механизированной группы и отойти за реки Ингул и Южный Буг, при этом была брошена значительная часть техники и военного имущества. Действуя в отрыве от сил фронта, группа КМГ испытывала нехватку материально-технического имущества. Для выполнения задачи по обеспечению группы всем необходимым была привлечена авиация 17-й воздушной армии. Особенно отличились лётчики 262-й авиационной дивизии, которые на самолётах По-2 днём и ночью перебрасывали горючее для танков.

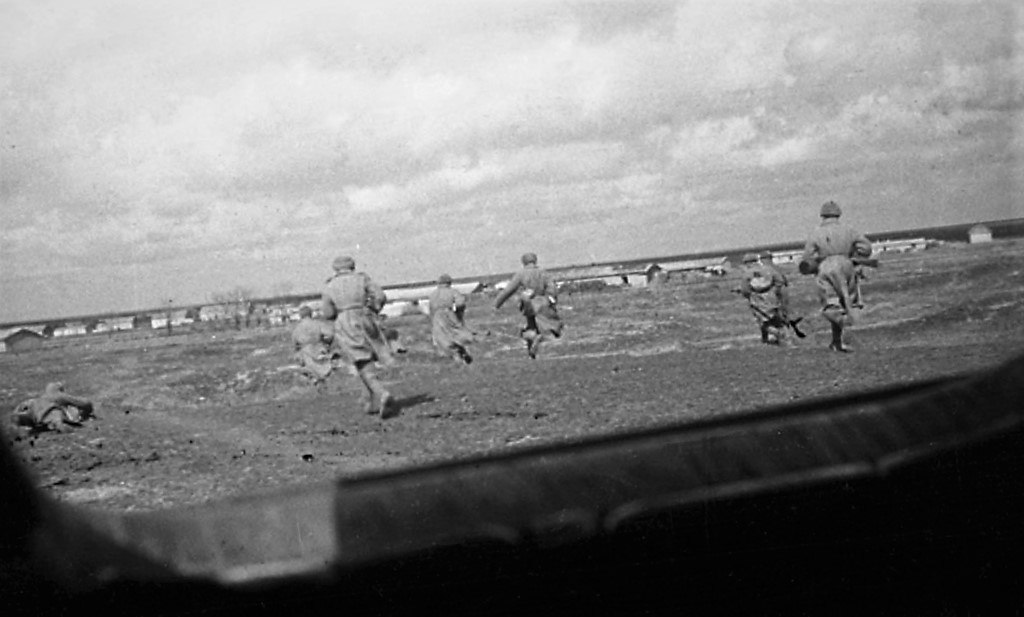
Бои за освобождение Херсона. Март. 1944. Фото В. Н. Иванова

Тем временем на южном участке фронта успешно действовали войска 28-й армии. 11 марта её 2-й гвардейский механизированный корпус под командованием генерала Свиридова К. В. освободил Берислав. Продолжая наступать вдоль Днепра, войска 28-й армии 13 марта освободили Херсон. В боях за город отличились воины 49-й гвардейской стрелковой дивизии под руководством будущего командующего ВДВ полковника Маргелова В. Ф. и 295-й стрелковой дивизии под командованием полковника Дорофеева А. П.
В донесении Военного совета 3-го Украинского фронта Верховному Главнокомандующему от 10 марта отмечалось, что за 5 дней боевых действий войска фронта продвинулись от 10 до 60 км, освободили 200 населённых пунктов, разгромили семь вражеских дивизий, уничтожили до 9 тыс. солдат и офицеров, взяли в плен 825 человек, а в качестве трофеев захватили 175 орудий, 67 танков, большое количество другой техники и имущества противника. Группировка войск противника в составе 13 дивизий оказалась под угрозой окружения. Для его завершения требовалось быстрое выдвижение правофланговых соединений 8-й гвардейской армии в южном направлении. Но большая часть ее сил в это время была втянута в тяжелые бои с немецкими 29-м и 4-м армейскими корпусами в районах Владимировки и Баштанки. Здесь же с 12 марта был использован для отражения ударов врага 23-й танковый корпус. Сил только конно-механизированной группы для создания прочного внутреннего фронта окружения было недостаточно.
Во второй половине дня 12 марта командование немецкой группы армий «А», осознав бесполезность попытки ликвидировать прорыв 46-й и 8-й гвардейских армий контрударами в районе Баштанки, а также, опасаясь окружения четырех корпусов в районе Березнеговатое, Снигирёвка, Баштанка, приняло решение отвести все силы 6-й армии на рубеж реки Южный Буг. Действуя в соответствии с этим решением, части 17-го и 44-го армейских корпусов противника сумели прорваться за Южный Буг и в направлении Николаева, бросив большую часть своей техники. Однако значительная часть зажатой в районе Березнеговатое, Снигиревка вражеской группировки была уничтожена.
На правом крыле фронта войска 57-й и 37-й армий прорвали немецкую оборону и овладели крупными узлами железных и шоссейных дорог, населёнными пунктами Долинская и Бобринец.
Еще 11 марта Ставка ВГК уточнила задачу 3-го Украинского фронта. Его войскам предстояло с ходу форсировать Южный Буг, освободить Николаев, Херсон, в дальнейшем Тирасполь, Одессу и продолжать наступление в целях выхода на государственную границу. Развивая наступление вдоль правого берега реки, войска 28-й армии внезапно для врага форсировали реку Ингулец в ее нижнем течении и 13 марта освободили город Херсон, о чём было доложено в Генеральный штаб. 15 марта были освобождены Березнеговатое и Снигиревка.
Успешно действовали правофланговые 57-я и 37-я армии фронта. В ходе преследования отходящего противника они 12 марта освободили крупный узел железных дорог Долинская, а 16 марта – и узел дорог Бобринец.
17 марта 1944 г. командование войсками 3-го Украинского фронта доложило Верховному Главнокомандующему, что в ходе операции с 6 по 16 марта «фактически полностью разгромлена 6-я немецкая армия генерал-полковника Холлидт… Немцы потеряли пленными и убитыми 50 659 человек, 1218 орудий, 1012 миномётов, 274 танка, 192 штурмовых орудия и много другой техники».
Наступление продолжалось. Войска 57-й и 37-й армий вышли к Южному Бугу на участке Константиновка, Вознесенск, а войска 37-й армии после двухдневных упорных боев 24 марта освободили город Вознесенск, захватив важный плацдарм.
В полосе 46-й армии ценой огромных усилий частям 394-й стрелковой дивизии удалось форсировать Южный Буг в районе Троицкое и 19 марта овладеть сильным опорным пунктом противника в Андреевке-Эрделева. В упорных боях, отражая многочисленные контратаки противника, части 394-й стрелковой дивизии отстояли плацдарм, а в последующем и расширили его, создав благоприятные условия для развития наступления на этом направлении.
Однако форсировать Южный Буг во всей полосе наступления фронта с ходу не удалось. Противник, сумев отвести на правый берег реки в районе Николаева значительные силы, организовал на этом выгодном рубеже прочную оборону. Дальнейшее продвижение войск фронта было остановлено.
В ходе Березнеговато-Снигиревской операции 3-й Украинский фронт нанес тяжелое поражение немецкой 6-й армии, ее девять дивизий были разгромлены. Командующий 6-й армией генерал-полковник К. Холлидт 20 марта был снят с должности, а на его место назначен генерал З. Хенрици. В этот же день в передовой статье газеты «Правда» отмечалось, что вторая «6-я армия» повторила судьбу первой «6-й армии», прекратившей своё существование под Сталинградом. «Она, – подчеркивалось в газете, – вычеркнута Красной Армией из списков германских вооружённых сил».
Войска фронта продвинулись на 140 км, освободили значительную территорию Правобережной Украины между реками Ингулец и Южный Буг и заняли выгодное положение для нанесения последующих ударов по врагу на одесском направлении. Его общие потери за операцию составили около 30 тыс. человек.
Продолжая преследование отходящего противника по всему фронту, 18 марта войска 3-го Украинского фронта вышли на подступы к Николаеву.

## Характер операции
Для операции были характерны короткие сроки подготовки, решительное массирование сил и средств на направлении главного удара, умелое использование плацдармов для нанесения первоначального удара, одновременное с этим нанесение двух вспомогательных ударов, что обеспечило оперативно-тактическую внезапность перехода войск в наступление. В ходе операции была предпринята попытка нанесения удара в сторону фланга в целях окружения крупной группировки противника силами одного фронта. Огромную роль при этом сыграли действия конно-механизированной группы. Однако из-за неудачного распределения сил создать прочный фронт окружения не удалось. На его восточном участке действовало 2/3, а на западном только 1/3 стрелковых и кавалерийских дивизий.
Операция проводилась в сложных условиях. Рано начавшаяся весенняя распутица сильно затрудняла передвижение войск, доставку материальных средств, использование аэродромов. Войска вынуждены были наступать по бездорожью и форсировать с ходу вышедшие из берегов реки, проявляя при этом мужество и героизм.

## Итоги
В приказе Верховного Главнокомандующего от 1 мая 1944 г. были подведены основные итоги весеннего наступления Красной Армии, в том числе на Правобережной Украине. «В результате успешного наступления Красная Армия, – говорилось в нём, – вышла на наши государственные границы на протяжении более 400 километров, освободив от немецко-фашистского ига более 3/4 оккупированной советской земли. Родине возвращены металлургия Юга, руда Криворожья, Керчи и Никополя, плодородные земли между Днепром и Прутом. Из фашистского рабства вызволены десятки миллионов советских людей. Под ударами Красной Армии трещит и разваливается блок фашистских государств. Страх и смятение царят ныне среди румынских, венгерских, финских и болгарских союзников Гитлера».
Оценивая действия войск Красной Армии, Маршал Советского Союза И.С. Конев на разборе предшествующих операций 8 июня 1944 г. сказал: «Мартовские операции трёх Украинских фронтов войдут в историю как одни из лучших операций Великой Отечественной войны… Они были полной неожиданностью для противника».
Расчет противника на то, что советские войска не будут проводить крупномасштабные наступательные операции в условиях весенней распутицы и бездорожья, и ему удастся восстановиться после зимних неудач, не оправдался. Советское командование правильно оценило обстановку и решило не давать передышки врагу, а разгромить его группировку ещё до начала летней кампании.
Смелость и решительность замысла были умело воплощены в выборе направлений главных ударов фронтов в интересах достижения общей стратегической цели, в определении ближайших и последующих задач. На примере весенних операций хорошо просматривается алгоритм работы Ставки ВГК и ее представителей, Генерального штаба, командования фронтов при планировании и подготовке операций.
Ставка ВГК организовала чёткое взаимодействие трех Украинских фронтов, усилила их новыми формированиями, приняла меры для быстрого пополнения войск личным составом, боевой техникой, боеприпасами, горючим, продовольствием.
Подготовленная в короткие сроки Березнеговато-Снигиревская, как и Проскуровско-Черновицкая, и Уманско-Ботошанская операции, явилась примером операции на рассечение с широким использованием охватов противника в целях окружения. Войска умело прорывали оборону противника и осуществляли его преследования в тяжёлых условиях распутицы. Огромную роль в операциях продолжали играть подвижные войска. Одной из сложных задач, которую успешно решали наступавшие войска, было форсирование многочисленных разлившихся рек. Темпы наступления для таких условий были неимоверно высокие. «Войска 2-го Украинского фронта в труднейших условиях полной распутицы и бездорожья, – докладывал И.В. Сталину командующий войсками фронтом 26 марта 1944 г., – за 21 день на главном направлении с упорными боями прошли свыше 320 км». Это стало возможным благодаря умелому управлению командования, слаженности штабов и войск, выдержке, терпению и подлинного героизма советских воинов.
Советские войска, нанеся тяжелое поражение противнику, очистив междуречье Ингульца и Южного Буга и захватив плацдармы на правом берегу Южного Буга, заняли положение для непосредственного удара по николаевско-одесской группировке германских войск, создали условия для развития наступления в направлении Одессы и нижнего течения Днестра.
За образцовое выполнение боевых задач 14 наиболее отличившимся частям и соединениям были присвоены почётные наименования Новобугских, Херсонских, Бориславских.

## Потери

### Германия
Немецкие войска понесли тяжёлые потери: 9-я танковая, 15-я, 294-я, 302-я, 304-я и 335-я пехотные дивизии потеряли половину личного состава и почти всё тяжёлое вооружение. 9-я танковая и 16-я моторизованная дивизии утратили боеспособность, а 125-я пехотная дивизия была расформирована. В плен были захвачены 13 600 человек.

### СССР
Нет данных о потерях советских войск в Березнеговато-Снигирёвской операции.

## Результаты операции

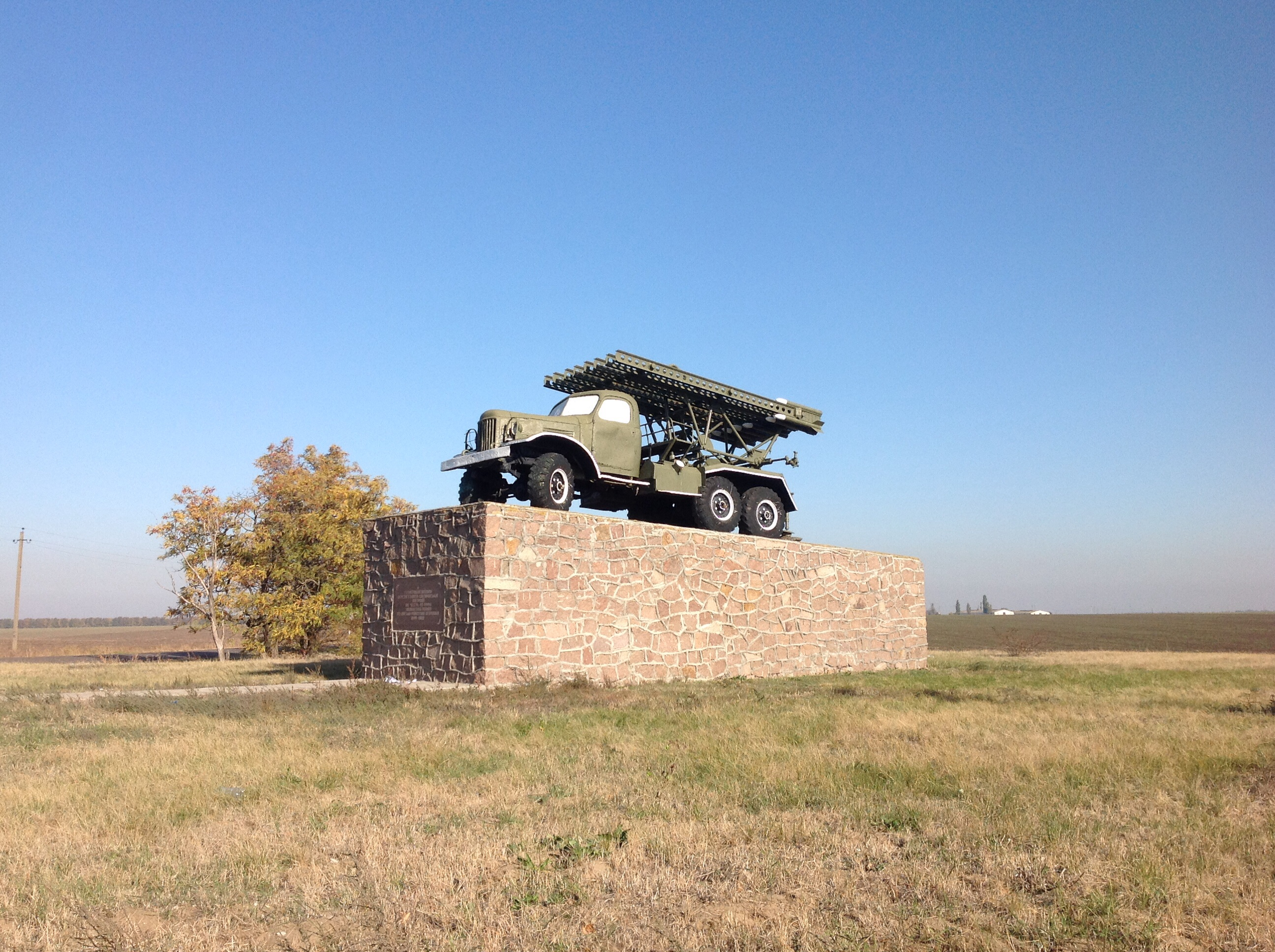
Памятный знак в селе Березнеговатое (Николаевская область) в честь завершения Березнеговато-Снигирёвской операции

Несмотря на трудные условия весенней распутицы, войска 3-го Украинского фронта, нанесли поражение 6-й немецкой армии, продвинулись на запад на глубину до 140 км и освободили от оккупантов значительную часть территории Правобережной Украины. Поражение в обороне привело к смещению со своих постов некоторых генералов вермахта. 20 марта был снят со своей должности К. Холлидт, а 31 марта — Э. Клейст.